# 1337년

## 연호
- 원(元) 지원(至元) 3년
- 일본(日本) 남조(南朝) 엔겐(延元) 2년
- 일본(日本) 북조(北朝) 겐무(建武) 4년
- 쩐 왕조(陳朝) 카이흐우(開佑) 9년

## 기년
- 원(元) 혜종(惠宗) 5년
- 고려(高麗) 충숙왕(忠肅王) 복위 6년
- 쩐 왕조(陳朝) 헌종(憲宗) 9년

## 사건
- 백년 전쟁 시작되다.

## 탄생
- 5월 15일 - 고려의 제29대 국왕 충목왕(忠穆王). (~1348년)

### 미상
- 이경. (~?)

## 사망
- 1월 8일 - 이탈리아의 건축가, 화가 조토 디 본도네. (1267년~)